# Avicebron
Avicebron, nome romanzo di Shelomoh ben Yehuda Ibn Gabirol o Ibn Gebirol (in ebraico שלמה בן יהודה אבן גבירול, Šĕlōmōh ben Yĕhudāh Ibn Gĕbīrōl; in arabo أبو أيوب سليمان بن يحيى بن جبيرول, Abū Ayyūb Sulaymān ibn Yaḥyā ibn Jabīrūl; Malaga, 1020 circa – Valencia, 1058  circa), è stato un poeta, teologo e filosofo spagnolo ebreo di al-Andalus, autore del Fons Vitae e di numerose poesie, molte delle quali vennero anche adottate nella liturgia delle sinagoghe andaluse.
Conosciuto nell'Europa medievale anche con altre forme latinizzate del proprio nome, quali Avicebrol, Avencebrol, Abengabirol e Avicembron, Ibn Gabirol è stato, insieme a personalità di spicco come Maimonide e Yehuda Ha-Levi, uno dei più grandi autori della letteratura e filosofia ebraiche di sempre, ed il primo filosofo ebreo del Medioevo.

## Biografia
Il padre Yehuda era originario di Cordova e a causa della guerra si era trasferito prima a Saragozza e poi a Malaga. Rimasto presto orfano di entrambi i genitori, Salomon continuò tuttavia a Saragozza lo studio della lingua ebraica e araba, del Talmud, della matematica e della filosofia.
La sua prima opera è forse la ʿAnaq (La collana), un poemetto acrostico di cui restano pochi frammenti; a sedici anni compose un altro poemetto, Azharoth, basato sui 613 comandamenti della Torah, molto noto nella cultura ebraica, che lo ha incluso nel suo libro preghiere insieme con altre due poesie di Avicebron, lo Shir Hakovod (Canto di gloria) e lo Shir Hayichud (Canto di unità). Un altro poemetto di carattere mistico è la Keter Malkut (Corona del regno), sorta di sintesi tra credenze ebraiche e filosofia neoplatonica: ma Avicebron coltivò anche il genere del panegirico, dell'elegia e della satira.
Fu amico e protetto di Yequtiel ben Isaac - visir ebreo del signore tugibide della ta'ifa di Saragozza, Mundhir II, che fu ucciso nel 1039, sembra a seguito di calunnie, dopo i tumulti seguiti al colpo di Stato di ʿAbd Allāh b. al-Ḥakam al-Tujībī - del quale Avicebron compose l'elogio funebre:
Avicebron lasciò allora Saragozza per Granada, cercando un altro protettore nella figura di Semuel ibn Nagrella, visir di Badis ibn Habus. Fu precettore di suo figlio Yūsuf ma venne in contrasto tanto con lui che con influenti membri della comunità ebraica di Saragozza, finì con l'essere espulso dalla città, costringendosi a una vita randagia.
Nel 1044 scrisse in arabo, la Correzione dei costumi, indirizzata agli ebrei di lingua araba, nella quale tratta dei vizi e delle virtù, e poi la Scelta di perle, una raccolta di massime morali. Mentre il Tractatus de esse e il Tractatus de scientia voluntatis sono perduti, è dubbia l'autenticità del De anima che gli viene attribuita e la Corona regale è un poema nel quale egli espone i suoi principi teologici e cosmologici.
Il suo libro più famoso, scritto verso il 1049, è però La fonte della vita – il testo originale in arabo è purtroppo perduto – tradotto in latino sia da Domenico Gundisalvo nel XII secolo che da Giovanni Ispano con il titolo di Fons vitae, e in ebraico con quello di Mekor Chayim. Si tratta di un dialogo diviso in cinque libri: nel primo libro espone la sua cosmologia, nel secondo tratta della materia universale, il terzo delle forme, il quarto della materia spirituale universale e l'ultimo tratta dei rapporti fra materia e forma. 
Ibn Gabirol morì a Valencia verso il 1058: una leggenda sostiene che sia morto calpestato da un cavallo, probabilmente per rendere la sua fine simile a quella di un noto rabbino, Yehuda Halevi.

## La filosofia di Avicebron
Come al-Farabi e Avicenna, Avicebron continua a inserire nel pensiero arabo-giudaico occidentale, nel confronto con Aristotele elementi derivati dal neoplatonismo.
Il suo contributo originale consiste nella riflessione sulla materia e la forma: per lui, una sola materia è "in" tutte le cose, sia che si tratti di enti visibili sia che si tratti di quelli non visibili a tutti o "eterei". Ciascuno di essi si distingue da ogni altro per la diversità della forma: «Si può prendere per esempio» scrive Avicebron «l'orecchino, il braccialetto e l'anello, che sono fatti d'oro; le loro forme sono diverse, ma la "materia" che porta queste forme è una; così gli enti differiscono per la forma, ma la materia che li porta è una».
La materia "porta" gli enti: essa costituisce dunque la loro sostanza, mentre la forma dà individualità agli enti, distinguendo tra di loro le singole sostanze. La forma equivale dunque alle altre nove categorie - esclusa la sostanza - che secondo Aristotele individuano gli enti: la quantità, la qualità, la relazione, il luogo, il tempo, la situazione, lo stato, l'azione e la passione.
La materia e la forma, esistenti ab aeterno nella mente di Dio, sono state create - cioè emanate da Dio - non direttamente ma attraverso la sua libera «Volontà divina», che unisce altresì alla materia ogni singola forma: la Volontà «è una facoltà divina che fa la materia e la forma e le riunisce, penetra dall'alto in basso come l'anima penetra nel corpo e vi si spande... muove tutto e tutto conduce. La creazione delle cose da parte del Creatore, cioè la maniera in cui la forma esce dalla Fonte prima, che è la Volontà, e si spande sulla materia, può essere paragonata alla maniera con cui l'acqua esce dalla fonte e si spande a poco a poco su tutto ciò che le è vicino; solo essa "procede senza interruzione", "senza movimento" e "senza tempo"».
Su questo problema sembrano esserci in Avicebron diverse incertezze: egli scrive che «materia fit ab essentia et forma ab voluntate», distinguendo così la creazione della materia dalla stessa essenza divina creativa della forma... affidata [quindi] alla sua volontà.
Per alcuni non è nemmeno chiaro se la Volontà coincida con Dio per il dubbio che ne sia [solo] una manifestazione o se sia una ipostasi (cfr Partzufim), [come] una sostanza spirituale; Avicebron scrive infatti che «nell'essere non vi sono che queste tre cose: la materia e la forma, e l'essenza prima, e la volontà che è media degli estremi». Del resto, anche secondo Avicebron, è «un grande mistero, che tutti gli esseri sono fissati dalla Volontà e ne dipendono, perché è attraverso di essa che ciascuna delle forma degli esseri si fissa nella materia [...] è per la Volontà che le forme sono regolarmente disposte e legalizzate, stando sotto la sua dipendenza e da lei fissata».

## Opere
- ʿAnaq
- La correzione dei costumi
- Scelta di perle
- Azharoth
- Tractatus de esse
- Tractatus de scientia voluntatis
- La corona regale (presente anche in alcuni Siddurim, per la sera di Yom Kippur, dopo Arvit, tradotti in lingua italiana)
- De anima
- Fons Vitae (c.1049)
- Kitāb iṣlāh al-akhlāq (Libro del miglioramento delle qualità morali) (AR)

### Traduzioni
- La corona regale, a cura di Elio Piattelli, Edizioni Fussi, Firenze, 1957.
- La corona regale, a cura di Sergio J. Sierra, Firenze, Nardini, 1990, ISBN 88-404-2407-5.
- Fons vitae, a cura di R. Gatti, Genova, Il Melangolo, 2001, ISBN 978-88-7018-383-2.
- Fonte della Vita, collana Il pensiero occidentale, traduzione, note e apparati di Marienza Benedetto, Milano, Bompiani, 2007, ISBN 978-88-452-5993-7.